# ノヴォシビルスク州立郷土博物館

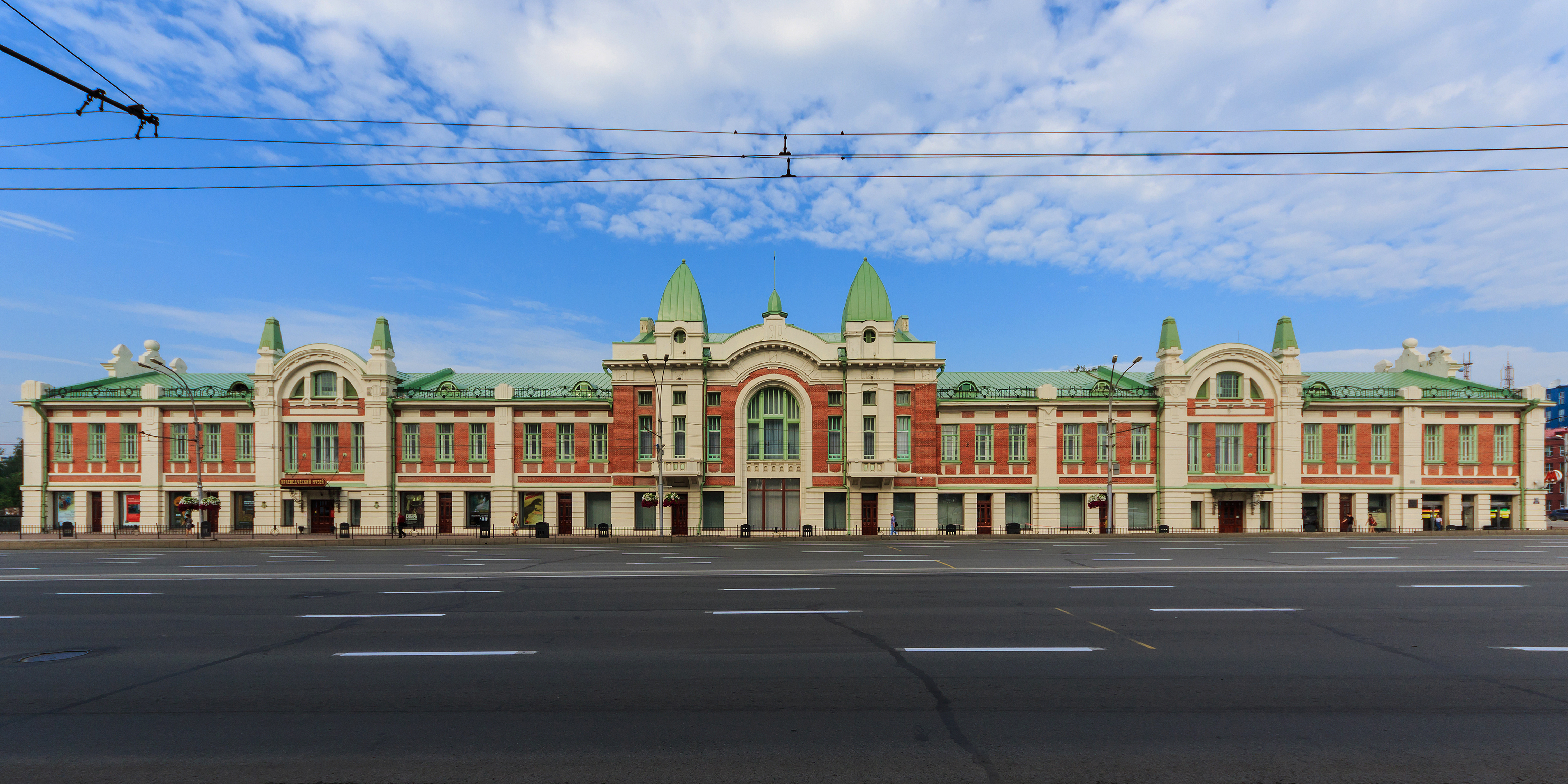

ノヴォシビルスク州立郷土博物館 (ロシア語:Новосибирский государственный краеведческий музей
) は、ロシアのノヴォシビルスク州ノヴォシビルスクにある博物館である。
シベリアの代表的建築家・クリャチコーフ(ru)がノヴォシビルスクで設計と技術監督を務めた最初の作品である。
1階は常設展で、ノヴォシビルスクがノヴォニコラエフスクであった頃の地図などがあり、19～20世紀半ばにかけての資料が充実している。
州立博物館になる前は市の施設として利用されていた。1階には16の店舗が入居する百貨店として利用され、2階には市議会と市役所、出納庁、国立銀行支店、また1000人収用できる2面採光の明るい大ホール、地下には倉庫、ボイラー室、自己発電機を備えていた。
ノヴォシビルスク市中心部のレーニン広場(ru)の南に所在。